# ريد A03
محرك ريد إيه-٠٣ (بالإنجليزية: RED A03) هو محرك ديزل للطائرات رباعي الأشواط V12 تم تصميمه وبناؤه بواسطة شركة RED Aircraft GmbH في أديناو ، ألمانيا.

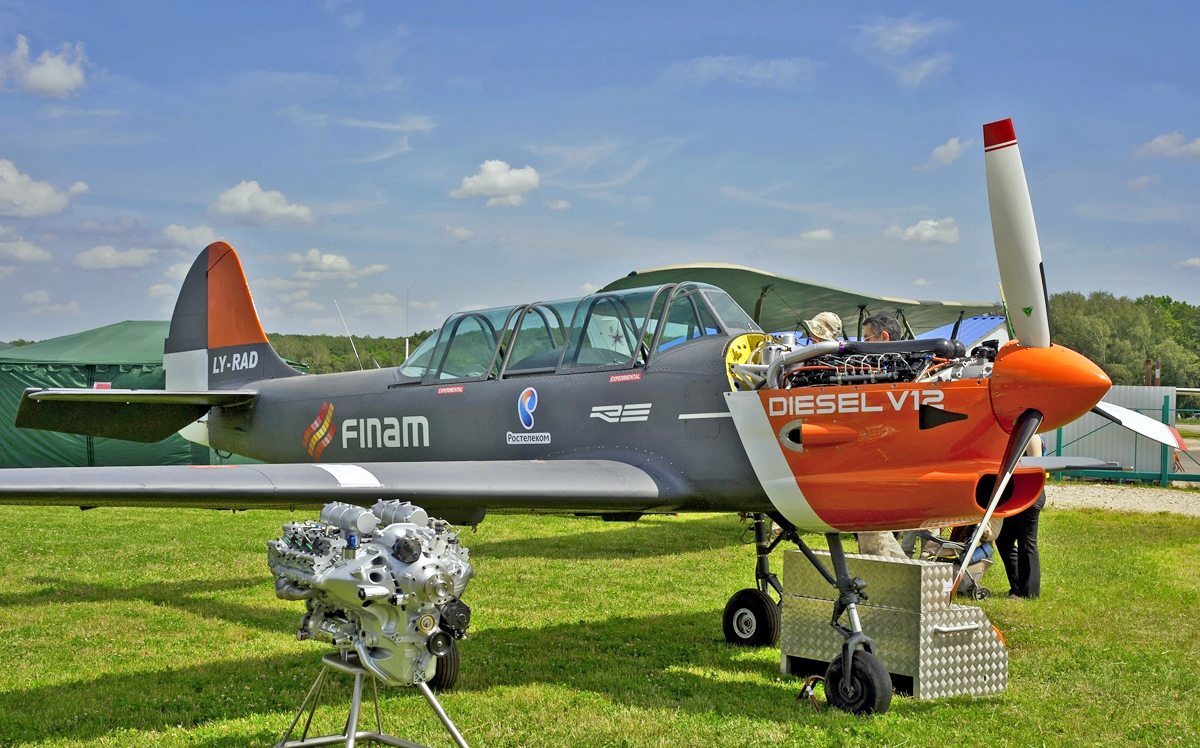
تم تثبيت محرك RED A03 في طائرة ياكوفليف ياك-52.

## التطوير
في عام 2012م، بلغت تكلفة الوِحدة 170,000 دولار أمريكي .  حصل المحرك على موافقة النوع من وكالة سلامة الطيران التابعة للاتحاد الأوروبي في ديسمبر 2014م للاستخدام في أي طائرة CS-23 في كل من الفئات العادية والمنفعة. استُخدم في طائرة التدريب ياكوفليف ياك-152 في أول رحلة لها في 29 سبتمبر 2016م.  تم تقديم RED A03 بواسطة معرض ILA Berlin الجوي في عام 2020م كتطبيق في قطاع الألعاب البهلوانية والدفاع والأمن. 